# Garganvillar
Garganvillar ist eine französische Gemeinde mit 677 Einwohnern (Stand: 1. Januar 2022) im Département Tarn-et-Garonne in der Region Okzitanien (vor 2016: Midi-Pyrénées). Sie gehört zum Arrondissement Castelsarrasin und zum Kanton Beaumont-de-Lomagne (bis 2015: Kanton Saint-Nicolas-de-la-Grave). Die Einwohner werden Garganvillarais genannt.

## Geografie
Garganvillar liegt etwa 22 Kilometer westsüdwestlich von Montauban und etwa sieben Kilometer südsüdwestlich von Castelsarrasin. Umgeben wird Garganvillar von den Nachbargemeinden Angeville im Norden und Nordwesten, Castelmayran im Norden, Castelferrus im Norden und Nordosten, Cordes-Tolosannes im Nordosten, Lafitte im Osten, Labourgade im Osten und Südosten, Larrazet im Süden und Südosten, Sérignac im Süden und Südwesten sowie Fajolles im Westen und Südwesten.

## Bevölkerungsentwicklung
| 1962                      | 1968 | 1975 | 1982 | 1990 | 1999 | 2006 | 2013 | 2016 |
| 489                       | 449  | 405  | 462  | 484  | 509  | 579  | 665  | 682  |
| Quelle: Cassini und INSEE |      |      |      |      |      |      |      |      |

## Sehenswürdigkeiten

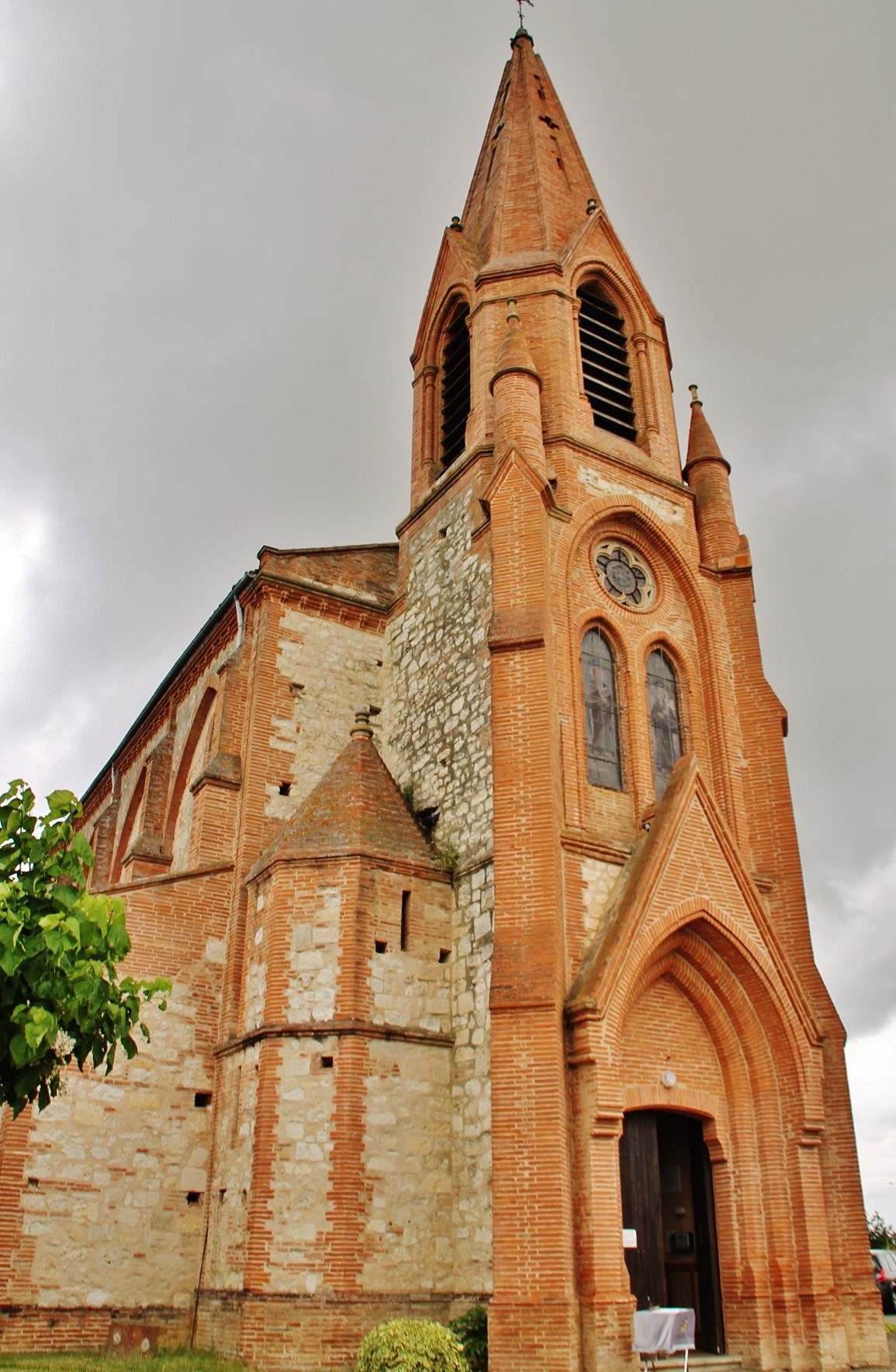
Kirche Saint-Jacques

- Kirche Saint-Jacques